# Avenida Kléber
La avenida Kléber (en francés: avenue Kléber), es una avenida parisina situada en el XVI distrito de la ciudad. Une la plaza de la Estrella con la plaza del Trocadero.

## Historia
Creada en 1864, la avenida recibió inicialmente el nombre de avenida del Rey de Roma (avenue du Roi-de-Rome). En 1879, en honor al general francés, Jean-Baptiste Kléber, la calle recibió su denominación actual.

## Lugares de interés
- Nº 8. Embajada de Islandia.
- Nº 17. Hotel Raphael.

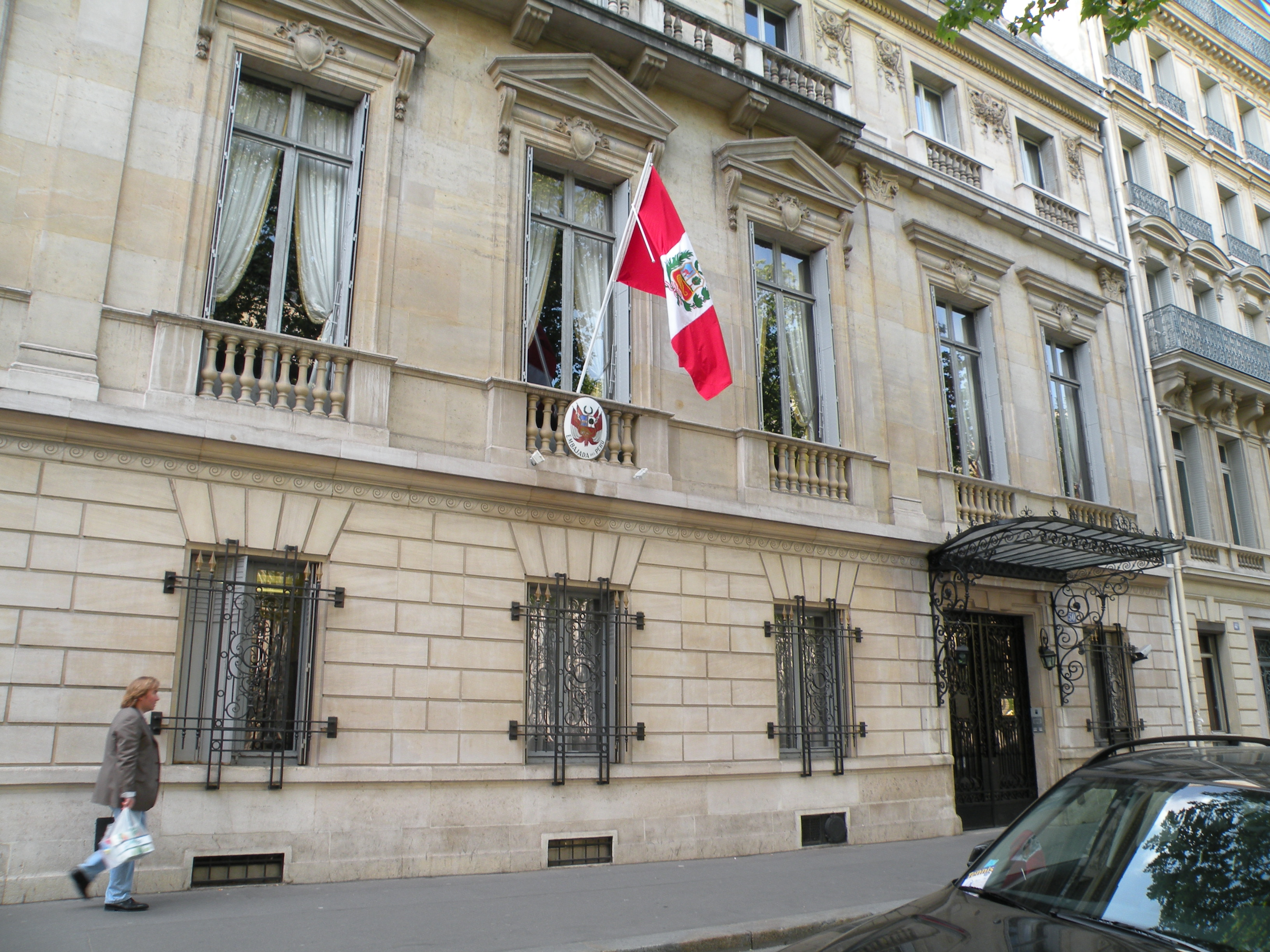
La embajada del Perú en París está situada en el n.º 50 de la avenida Kléber

- Nº 19. Antiguo hotel Majestic. Bajo la ocupación nazi fue la sede del estado mayor alemán. Después, acogió la sede de la Unesco y de algunos servicios del ministerio de Asustos Exteriores, antes de ser vendido por el estado francés a una sociedad pública catarí por 460 millones de euros. Fue en este hotel donde se firmaron los Acuerdos de París que ponen fin a la Guerra del Vietnam en 1973, los acuerdos de París sobre Camboya en 1991 y los acuerdos Kléber, firmados tras la rebelión ocurrida en el norte de Costa de Marfil en 2003.
- Nº50. Embajada del Perú.
- Nº60. Edificio de piedra y ladrillos construido en 1911 por el arquitecto Charles Letrosne.